# لوليتا (مصطلح)

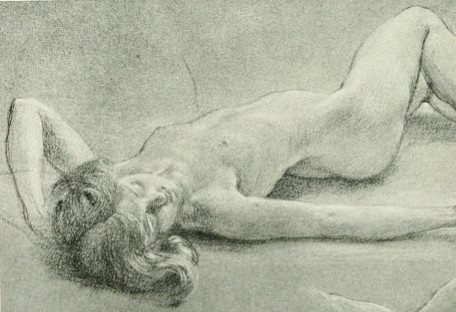
صورة فنية توضح فتاة في سن صغير بجسد مغري

لوليتا (بالإنجليزية: Lolita)‏ هو مصطلح باللغة الإنجليزية يُعرِّف بأنه يشير إلي البنت «التي تملك جسد مغري في سن صغير». و قد أُستمد هذا المصطلح من رواية فلاديمير نابوكوف التي نُشرت في عام 1955 تحتَ عنوان لوليتا والتي تصور هوس الراوي الجنسي بفتاة تبلغ من العمر 12 عامًا تدعى دولوريس هيز، واسمها المستعار لوليتا. على عكس نابوكوف، يستخدم الكتاب المعاصرون عادة مصطلح لوليتا لتصوير فتاة صغيرة تجذب رغبة الكبار على أنها متواطئة وليست ضحية.
يختلف معنى مصطلح لوليتا في الإنجليزية عن استخدامه في اللغة اليابانية اختلافًا كبيرًا، وقد تطور بدلًا من ذلك كونه مرادفًا ذو دلالة سيئة إلى مرادف يحمل دلالة إيجابية للفتاة المراهقة الحلوة والرائعة. ينبع الاستخدام من إضفاء الطابع الرومانسي على ثقافة الفتيات اليابانيات، ويشكل مركبات عديدة مثل لوليكون وأزياء لوليتا.

## نابوكوف لوليتا
يبرر همبرت انجذابه إلى لوليتا نابوكوف البالغة من العمر اثني عشر عامًا، ويدعي أنها نشأت من استجابة طبيعية «للطبيعة الشيطانية للأطفال» التي تجذبه، حيث قال «الآن أنا آمل أن أوضح هذه الفكرة لكم بين حدود سن التاسعة والرابعة عشر فهؤُلاءِ العذراوات ... لهنَّ سحر خاص يجذبن به الناس كما كانت الحوريات (في الأساطير اليونانية) تجذب المسافرين وتقتلهم فهذه المخلوقات تصور الطبيعة الشيطانية وأفضل وصف لتك المخلوقات المختَارة هي الحوريات»، لكنَّ نابوكوف لا يؤيد خيال همبرت وفانتازياته العميقة التي ترى بأن لوليتا هي فتاة فاتنة، كما يلاحظ بيري أيه. هينتون حيث قال:
لوليتا لم تُصبح في أي وقت سوى فتاة معقولة بالنسبة لعمرها وزمانها؛ فهي فتاة مسترجلة (أي لديها ميل إلى عدم غسل شعرها)، وتظهر بانها مهتمة بالأفلام والمشاهير والمجلات والبوب صودا. حيث إنها لم تفعل أي شيئًا لجذب همبرت بأي شكل من الأشكال. حتّى إنها لا ترتدي أي ملابس جذابة أو تبتكر أي فكرة لجذبه.

وكتب إريك ليماي من جامعة نورث وسترن: 

## استخدامات أخرى في اللّغة الإنجليزية
يطلق على الفتيات الصغيرات اللواتي يجذبن الرغبة الجنسية للبالغين «اللوليتات» (بالإنجليزية: lolitas)‏ فعندما يشيرُ الكتاب إلى فتاة صغيرة ذات مظهر مغري قبل وصولها لمرحلة النضوج، وبالتالي يتمُّ إلقاء اللوم على رغبة الكبار المُنحرفة. و يعكس هذا الاستخدام التبرير الذاتي لراوي نابوكوف همبرت، لكنه بعيد عن تصوير نابوكوف للوليتا، مما يوضح أنها ضحية همبرت، وليست مغويته.
في تسويق المواد الإباحية، تُستخدم كلمة لوليتا للإشارة إلى العرض الجنسي لفتاة صغيرة أو قاصر. غالبًا ما تكون الفتاة التي بلغت سنّ الرشد مؤخرًا فقط، ويبدو أنها أصغر من سنّ الرشد، كما تُستخدم الكلمة في مواد استغلال الأطفال التي تُصوّر الاعتداء الجنسي على الأطفال.

## الاستخدام في اليابانية
معنى مصطلح لوليتا باللغة اليابانية يختلفُ اختلافًا كبيرًا عن رواية ناكوبوف، وبدلًا من ذلك ينبع من المثالية الإيجابية والرومانسية لثقافة الفتيات (شوجو بونكا التي تطورت منذ عصر فترة ميجي إلى القرن العشرين: حيث تظهر اللوليتا على أنها مخلوق بريء وأثيري يستحقُّ العشق من الآخرين بينما يظل سلبيًا تمامًا. تأثرت ثقافة الفتيات في اليابان، التي انعكست في التقاليد الثقافية مثل تاكارازوكا ريفوي ومانغا الشوجو (قصص الفتيات المصوَّرة ) بتقاليد الرومانسية، ففسر القراء لوليتا لنابوكوف التي تُرجمت لأول مرة إلى اليابانية في عام 1956 على أنها قصة دخول هامبرت إلى عالم الشوجو المسالِم وغير الأرضي، وليس من خلال عدسة الرغبة المنحرفة وسوء المعاملة.
عند مناقشة ثقافة أزياء لوليتا، يستخدم بعض الكتاب مصطلح لوليتا سواءً بحرف L كبيير أو صغير لوصف الملابس. يشير بعض الكتاب إلى النساء اللواتي يرتدين نوعًا معيّنًا من الملابس باللوليتات ولكن مع القليل من الارتباط برواية نابوكوف أو بالاستخدام الجنسي للمصطلح.
في الواقع، هناك عدد لا بأس به من اليابانيات المدمنات على موضة اللوليتا اللواتي لا يعرفن شيئًا عن رواية نابوكوف. بحيث لو تم ذكر شرحها لهنّ لشعر بالاشمئزاز تمامًا. اللوليتا هو أسلوب متواضع في الملبس. فتصفن الفتيات اللواتي يقمن بأرتداء ملابس اللوليتا على أنها الملابس التي تذكرنا بأنه ليس كل شيء له علاقة بمحاولة جذب أو إرضاء الرجال.
أزياء لوليتا هي ثقافة فرعية للمظهر الأنثوي اللطيف أو المظهر الأنثوي الرقيق الذي يعكسُ ما تقترحه هينتون: «طفولة شاعرية ... عالم الفتاة من الفساتين والدمى المزخرفة». يتميز الطراز المتأثر بشدة بالأزياء الفيكتورية والروكوكو بالتنانير الكاملة والتنورات الداخلية المزينة بالدانتيل والشرائط. تشمل الكلمات المستخدمة بشكل شائع لوصف النمط «دمية خزفيّة» و«حساسة» و«طفولية». ضمن نمط لوليتا العام، توجد اختلافات في الموضة، مثل «لوليتا القوطية»و و«سويت لوليتا» و«الهيمي (أو الأميرة) لوليتا» و«بانك لوليتا». هذه القلّة ليست بأي حال من الأحوال تكمل قائمة الاختلافات. الرجال الذين يرتدون الأزياء يطلق عليهم «البروليتا».